# Список депутатов кнессета от партии МАПАЙ
На данной странице представлен список депутатов кнессета от партии МАПАЙ.

## Кнессет 1-го созыва
На выборах в кнессет 1-го созыва партия получила 155 274 голосов избирателей, обеспечив себе 46 мест в парламенте.
1. Элиягу Акармели
2. Давид Акоэн
3. Залман Аран
4. Меир Аргов
5. Ами Асаф
6. Давид Бар Рав Хай
7. Арье Баир
8. Рафаэль Баш (сменил Йосефа-Михаэля Лама)
9. Хаим Бен-Ашер
10. Давид Бен-Гурион
11. Ицхак Бен-Цви
12. Герцель Бергер (сменил Йегудит Симхонит)
13. Йосеф Барац
14. Нета Гарпаз
15. Авраам Герцфельд
16. Акива Говрин
17. Шрага Горен
18. Исраэль Гури
19. Шмуэль Даян
20. Бен-Цион Динор
21. Хася Дрори
22. Йехиэль Дувдевани
23. Исраэль Ешиягу-Шараби (сменил Арье Шефтеля)
24. Беба Идельсон
25. Цви Йегуда
26. Дов Йосеф
27. Ицхак Канав (сменил Авраама Тавива
28. Элиэзер Каплан
29. Йона Кесе
30. Менахем Коэн (сменил Давида Ремеза)
31. Шломо Лави
32. Пинхас Лавон
33. Элиэзер Ливнэ
34. Ада Фишман-Маймон
35. Голда Меир
36. Перец Нафтали
37. Двора Нецер
38. Барух Озния (сменил Аббу Хуши)
39. Изхар Самех (Смилянски)
40. Женя Тверски (сменила Гешеля Фрумкина)
41. Эфраим Табури
42. Залман Шазар
43. Моше Шарет
44. Реувен Шери
45. Йосеф Шпринцак
46. Йосеф Эфрати

## Кнессет 2-го созыва
На выборах в кнессет 2-го созыва партия получила 256 456 голосов избирателей, получив 45 мест в парламенте.  
1. Элиягу Акармели
2. Залман Аран
3. Меир Аргов
4. Ами Асаф
5. Давид Бар Рав Хай
6. Хаим Бен-Ашер
7. Давид Бен-Гурион
8. Герцель Бергер
9. Авраам Герцфельд
10. Акива Говрин
11. Исраэль Гури
12. Шмуэль Даян
13. Исраэль Ешиягу-Шараби
14. Беба Идельсон
15. Дов Йосеф
16. Авраам Кальфон (сменил Элиэзера Каплана)
17. Барух Камин (Сменил Давида Акоэна)
18. Йона Кесе
19. Сара Кафрит
20. Шломо Лави
21. Пинхас Лавон
22. Элиэзер Ливнэ
23. Кадиш Луз
24. Ада Фишман-Маймон
25. Голда Меир
26. Мордехай Намир
27. Перец Нафтали
28. Двора Нецер
29. Яков Ницани (сменил Ицхака Бен-Цви)
30. Барух Озния
31. Изхар Самех
32. Женя Тверски
33. Эфраим Табури
34. Яков Ури
35. Реувен Фельдман
36. Шломо Хилель
37. Рахель Цабари (сменила Йехезкеля Хена)
38. Залман Шазар
39. Яков-Шимшон Шапиро
40. Реувен Шери
41. Зеэв Шефер
42. Йосеф Шпринцак
43. Йосеф Эфрати
44. Леви Эшколь

## Кнессет 3-го созыва
На выборах в кнессет 3-го созыва партия получила 274 735 голосов избирателей, обеспечив себе 40 мест в парламенте.
1. Давид Акоэн
2. Йосеф Аарон Альмоги
3. Залман Аран
4. Меир Аргов
5. Ами Асаф
6. Давид Бар Рав Хай (Сменил Сенету Йосефталь)
7. Арье Бахир
8. Давид Бен-Гурион
9. Герцель Бергер
10. Авраам Герцфельд
11. Акива Говрин
12. Исраэль Гури
13. Амос Дагани (сменил Аарона Ремеза)
14. Шмуэль Даян
15. Исраэль Ешиягу-Шараби
16. Беба Идельсон
17. Дов (Бернард) Йосеф (Джозеф)
18. Исраэль Каргман (сменил Залмана Шазара)
19. Сара Кафрит
20. Йона Кесе
21. Пинхас Лавон
22. Хана Ламдан (Лернер) (сменила Эхуда Авриэля)
23. Давид Лившиц
24. Кадиш Луз
25. Берл Лукер
26. Голда Меир (Меерсон)
27. Мордехай Намир
28. Перец Нафтали
29. Двора Нецер
30. Яков Ницани (сменил Яакова-Шимшона Шапиру)
31. Барух Озния
32. Самех Изхар (сменил Аарона Бекера)
33. Женя Тверски (сменила Шломо Хилеля)
34. Рахель Цабари
35. Хаим Йосеф Цадок (сменил Йосефа Шприцнака)
36. Моше Шарет
37. Бехор-Шалом Шитрит
38. Шмуэль Шореш
39. Йосеф Эфрати
40. Леви Эшколь

## Кнессет 4-го созыва
На выборах в кнессет 4-го созыва партия получила 370 585 голосов избирателей, получив 47 мандатов.
1. Давид Акоэн
2. Йосеф Аарон Альмоги
3. Залман Аран
4. Меир Аргов
5. Ами Асаф
6. Моше Барам
7. Давид Бар Рав Хай
8. Давид Бен-Гурион
9. Гидон Бен-Исраэль
10. Герцель Бергер
11. Авраам Герцфельд
12. Акива Говрин
13. Исраэль Гури
14. Амос Дагани
15. Моше Даян
16. Исраэль Ешиягу-Шараби
17. Мордехай Зар
18. Беба Идельсон
19. Гиора Йосефталь
20. Исраэль Каргман
21. Йона Кесе
22. Ицхак Корен
23. Менахем Коэн
24. Пинхас Лавон
25. Хана Ламдан (Лернер)
26. Кадиш Луз
27. Голда Меир (Меерсон)
28. Мордехай Намир
29. Двора Нецер
30. Барух Озния
31. Шимон Перес
32. Давид Петель
33. Пинхас Сапир
34. Моше Сардинес
35. Изхар Смиланский
36. Женя Тверски
37. Йосеф Фишер
38. Ашер Хасин
39. Рахель Цабари
40. Хаим Йосеф Цадок
41. Моше Шарет
42. Бехор-Шалом Шитрит
43. Шмуэль Шореш
44. Абба Эвен
45. Йосеф Эфрати
46. Леви Эшколь
47. Аарон Ядлин (сменил Аарона Бекера)

## Кнессет 5-го созыва
На выборах в кнессет 5-го созыва партия получила 349 330 голосов избирателей, получив 42 мандата.
1. Давид Акоэн
2. Йосеф Аарон Альмоги (перешел РАФИ)
3. Ари Анкорьён (сменил Моше Шарета)
4. Залман Аран
5. Моше Барам
6. Давид Бар Рав Хай
7. Аарон Бекер
8. Давид Бен-Гурион (перешел РАФИ)
9. Гидеон Бен-Исраэль (сменил Герцеля Бергера, перешел РАФИ)
10. Авраам Герцфельд
11. Акива Говрин
12. Исраэль Гури
13. Амос Дагани (перешел РАФИ)
14. Моше Даян (перешел РАФИ)
15. Исраэль Ешиягу-Шараби
16. Мордехай Зар (сменил Ами Асафа)
17. Беба Идельсон
18. Исраэль Каргман
19. Йона Кесе (Независимый член Кнессета Йона Кесе)
20. Ицхак Корен
21. Менахем Коэн
22. Хана Ламдан (сменила Гиору Йосефталь; перешла РАФИ)
23. Кадиш Луз
24. Голда Меир (Меерсон)
25. Мордехай Намир
26. Двора Нецер
27. Барух Озния
28. Шимон Перес (перешел РАФИ)
29. Давид Петель
30. Пинхас Сапир
31. Моше Сардинес
32. Изхар Смиланский (перешел РАФИ)
33. Йосеф Фишер
34. Ашер Хасин
35. Рахель Цабари
36. Хаим Йосеф Цадок
37. Бехор-Шалом Шитрит
38. Шмуэль Шореш
39. Абба Эвен
40. Йосеф Эфрати
41. Леви Эшколь
42. Аарон Ядлин (сменил Женю Тверски, получившую мандат Меира Аргова)